# Jackson megye (Louisiana)
Jackson megye az Amerikai Egyesült Államokban, azon belül Louisiana államban található. Megyeszékhelye és legnagyobb városa Jonesboro. Lakosainak száma 15 031 fő (2020. április 1.). Jackson megye Lincoln, Ouachita, Caldwell, Winn és Bienville megyékkel határos.

## Népesség
A megye népességének változása:
| Lakosok száma | 16 297 | 16 344 | 16 214 | 16 112 | 15 858 | 15 031 |
|               | 2010   | 2011   | 2012   | 2013   | 2015   | 2020   |